# Bukovica Gornja (gmina Milići)
Bukovica Gornja (cyr. Буковица Горња) – wieś w Bośni i Hercegowinie, w Republice Serbskiej, w gminie Milići. W 2013 roku liczyła 50 mieszkańców.